# والی دینگ
والی دینگ (انگلیسی: Wally Dieng؛ زادهٔ ۱۷ نوامبر ۱۹۷۳) بازیکن فوتبال اهل فرانسه است.
از باشگاه‌هایی که در آن بازی کرده‌است می‌توان به باشگاه فوتبال کان اشاره کرد.